# Szczepanowski Grzbiet
Szczepanowski Grzbiet – małe pasmo górskie leżące w obrębie Bramy Lubawskiej (części Kotliny Kamiennogórskiej), w południowo-zachodniej części Sudetów Środkowych, w południowo-zachodniej Polsce, w pobliżu Lubawki, w województwie dolnośląskim.

## Opis
Szczepanowski Grzbiet to niewielkie pasmo górskie złożone z kilkunastu widokowych wzniesień, nie przekraczających 730 m n.p.m. o powierzchni ponad 15 km², położone w dorzeczu Bobru i jego dopływów w środkowej części Bramy Lubawskiej, między Górami Kruczymi a Grzbietem Lasockim. Pasmo ciągnie się na długości 11 km od czeskiej miejscowości Bobr w kierunku północno-wschodnim do wsi Janiszów o maksymalnej szerokości 1,5 km. Pasmo podzielone jest na dwie części przełomem Bobru. W części północno-wschodniej znajduje się najwyższa góra – Zadzierna (724 m n.p.m.), pozostała część jest wyraźnie niższa.

## Rzeźba
Pasmo przecięte jest przełomem Bobru na dwie części. W środkowej części znajduje się duża ilość widokowych skałek. Po zachodniej stronie przełomu zbudowano na Bobrze zbiornik retencyjny Bukówka.
Jest to teren rzadko zaludniony, o zalesionych szczytach. Większość obszaru zajmują łąki. Krajobraz jest górski, w części południowo-zachodniej pagórkowaty.

## Turystyka
Obszarami turystycznymi są teren grzbietu i jego okolice, zbiornik Bukówka i skałki. Obok grzbietu prowadzą  czerwony,  niebieski i  zielony szlak turystyczny.